# Autographa montsenyensis
Autographa montsenyensis là một loài bướm đêm trong họ Noctuidae.